# One Wild Night: Live 1985-2001
One Wild Night Live 1985—2001 — музичний альбом гурту Bon Jovi. Виданий 22 травня 2001 року лейблом Island. Загальна тривалість композицій становить 76:38. Альбом відносять до напрямку хард-рок.

## Список пісень
1. «It's My Life» - - 3:50
2. «Livin' on a Prayer» - - 5:13
3. «You Give Love a Bad Name» - - 3:53
4. «Keep the Faith» - - 6:19
5. «Someday I'll Be Saturday Night» - - 6:30
6. «Rockin' in the Free World» - - 5:40
7. «Something to Believe In» - - 6:00
8. «Wanted Dead or Alive» - - 5:59
9. «Runaway» - - 4:47
10. «In and Out of Love» - - 6:12
11. «I Don't Like Mondays» - - 5:37
12. «Just Older» - - 5:13
13. «Something for the Pain» - - 4:22
14. «Bad Medicine» - - 4:19
15. «One Wild Night» — 3:43